# اكسماوث
اكسماوث هي بلدة، في أستراليا، تقع في أستراليا الغربية، بلغ عدد سكانها 2,514  نسمة وذلك حسب إحصائيات سنة 2016، تبلغ مساحتها 6,261 كيلومتر مربع، رمزها البريدي هو 6707.

## المناخ
يظهر الجدول التالي التغييرات المناخية على مدار السنة لاكسماوث:
| البيانات المناخية لـاكسماوث       | البيانات المناخية لـاكسماوث | البيانات المناخية لـاكسماوث | البيانات المناخية لـاكسماوث | البيانات المناخية لـاكسماوث | البيانات المناخية لـاكسماوث | البيانات المناخية لـاكسماوث | البيانات المناخية لـاكسماوث | البيانات المناخية لـاكسماوث | البيانات المناخية لـاكسماوث | البيانات المناخية لـاكسماوث | البيانات المناخية لـاكسماوث | البيانات المناخية لـاكسماوث | البيانات المناخية لـاكسماوث |
| الشهر                             | يناير                       | فبراير                      | مارس                        | أبريل                       | مايو                        | يونيو                       | يوليو                       | أغسطس                       | سبتمبر                      | أكتوبر                      | نوفمبر                      | ديسمبر                      | المعدل السنوي               |
| --------------------------------- | --------------------------- | --------------------------- | --------------------------- | --------------------------- | --------------------------- | --------------------------- | --------------------------- | --------------------------- | --------------------------- | --------------------------- | --------------------------- | --------------------------- | --------------------------- |
| الدرجة القصوى °م (°ف)             | 48.9 (120.0)                | 47.7 (117.9)                | 45.5 (113.9)                | 42.5 (108.5)                | 37.3 (99.1)                 | 31.9 (89.4)                 | 31.7 (89.1)                 | 35.3 (95.5)                 | 41.3 (106.3)                | 43.0 (109.4)                | 44.2 (111.6)                | 48.9 (120.0)                | 48.9 (120.0)                |
| متوسط درجة الحرارة الكبرى °م (°ف) | 37.9 (100.2)                | 37.5 (99.5)                 | 36.5 (97.7)                 | 33.3 (91.9)                 | 28.5 (83.3)                 | 24.8 (76.6)                 | 24.3 (75.7)                 | 26.4 (79.5)                 | 29.4 (84.9)                 | 32.8 (91.0)                 | 34.6 (94.3)                 | 36.9 (98.4)                 | 31.9 (89.4)                 |
| المتوسط اليومي °م (°ف)            | 30.5 (86.9)                 | 30.8 (87.4)                 | 29.8 (85.6)                 | 26.9 (80.4)                 | 22.3 (72.1)                 | 19.0 (66.2)                 | 17.9 (64.2)                 | 19.3 (66.7)                 | 21.6 (70.9)                 | 24.6 (76.3)                 | 26.6 (79.9)                 | 28.9 (84.0)                 | 24.8 (76.6)                 |
| متوسط درجة الحرارة الصغرى °م (°ف) | 23.0 (73.4)                 | 24.1 (75.4)                 | 23.0 (73.4)                 | 20.4 (68.7)                 | 16.1 (61.0)                 | 13.1 (55.6)                 | 11.4 (52.5)                 | 12.1 (53.8)                 | 13.8 (56.8)                 | 16.4 (61.5)                 | 18.5 (65.3)                 | 20.9 (69.6)                 | 17.7 (63.9)                 |
| أدنى درجة حرارة °م (°ف)           | 16.1 (61.0)                 | 17.4 (63.3)                 | 15.0 (59.0)                 | 12.9 (55.2)                 | 7.6 (45.7)                  | 4.9 (40.8)                  | 3.5 (38.3)                  | 4.2 (39.6)                  | 5.6 (42.1)                  | 7.9 (46.2)                  | 12.0 (53.6)                 | 14.2 (57.6)                 | 3.5 (38.3)                  |
| الهطول مم (إنش)                   | 31.0 (1.22)                 | 40.9 (1.61)                 | 40.8 (1.61)                 | 17.6 (0.69)                 | 42.2 (1.66)                 | 43.2 (1.70)                 | 22.0 (0.87)                 | 11.4 (0.45)                 | 2.1 (0.08)                  | 1.6 (0.06)                  | 1.8 (0.07)                  | 6.1 (0.24)                  | 256.7 (10.11)               |
| متوسط أيام هطول الأمطار           | 2.7                         | 3.3                         | 2.4                         | 1.8                         | 3.7                         | 5.1                         | 3.6                         | 2.1                         | 0.9                         | 0.4                         | 0.5                         | 0.8                         | 27.3                        |
| المصدر:                           |                             |                             |                             |                             |                             |                             |                             |                             |                             |                             |                             |                             |                             |